# SMS Olga
Pour les articles homonymes, voir Olga.

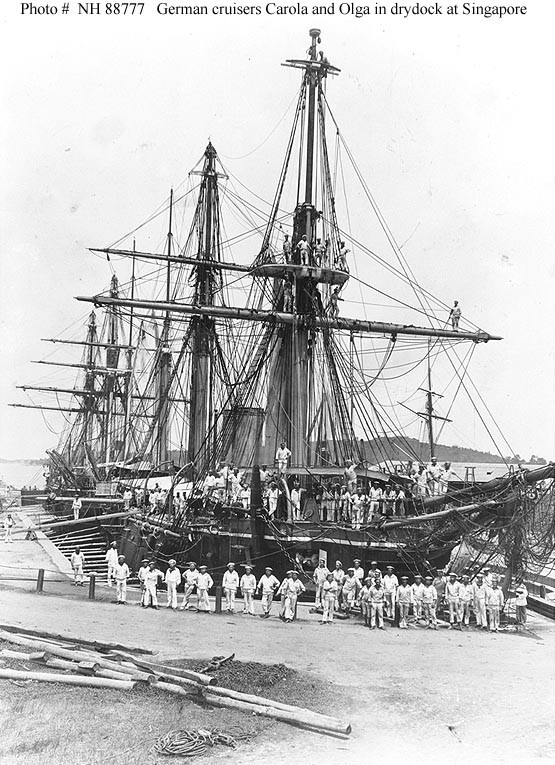
Photographie prise dans le port de Singapour

Le SMS Olga est une corvette de la Marine impériale allemande qui a été lancée à Stettin le 11 décembre 1880. Ses sister-ships sont les corvettes SMS Carola (en), SMS Marie et SMS Sophie. Elle a été baptisée du nom de la reine de Wurtemberg, née Olga Nikolaïevna de Russie (1822-1892), fille de l'empereur Nicolas Ier.

## Historique
La corvette a été construite au chantier naval de la compagnie AG Vulcan de Stettin. Elle est affectée en 1884 à la nouvelle escadre d'Afrique occidentale, commandée par l'amiral Knorr, et fait partie avec les SMS Bismarck, SMS Möwe, SMS Gneisenau et SMS Ariadne des navires défendant les intérêts coloniaux et diplomatiques de l'Empire allemand face aux grandes puissances coloniales de l'époque, l'Empire britannique en premier lieu, et ensuite la France avec ses colonies. L'Allemagne s'intéresse alors à la région comprise entre le delta du Niger et le Gabon. Un traité de coopération est signé en 1884 pour la zone qui devient le Cameroun allemand (Kamerun). La corvette y est affectée, car les Britanniques ont fomenté en septembre 1884 une rébellion locale contre les intérêts allemands. Les SMS Bismarck et SMS Olga débarquent un contingent de fusiliers marins qui ramène l'ordre le 22 décembre.

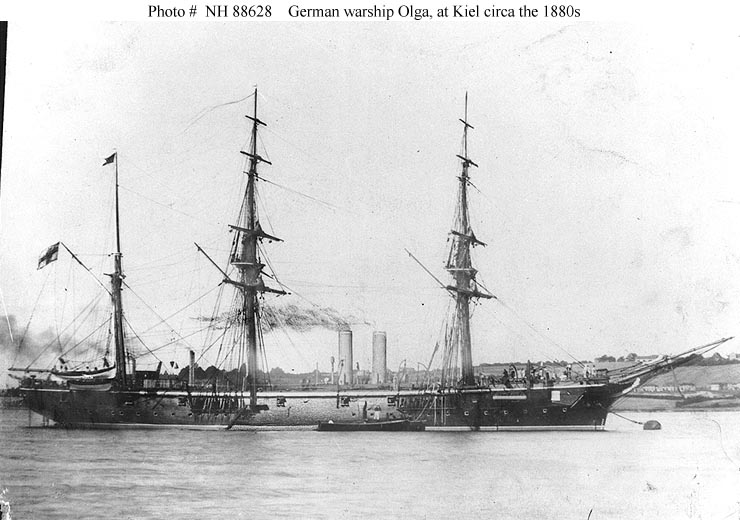
Le SMS Olga à Kiel

Quatre ans plus tard, la corvette est envoyée aux Samoa, où des troubles ont lieu. Elle y retrouve le SMS Eber qui affronte des combats le 18 décembre 1888 autour d'Apia. Deux officiers et quatorze hommes de troupe sont tués, tandis qu'un officier et trente-huit hommes de troupes sont blessés. Le SMS Adler est aussi en renfort, tandis que des navires américains, les USS Trenton, USS Vandalia et USS Nipsic et un navire britannique, la corvette HMS Calliope arrivent à Samoa.
Ces sept navires jettent l'ancre le 13 mars 1889 dans le port d'Apia, alors qu'un cyclone tropical menace. La tempête est si forte que, lorsque la tempête arrive les 15 et 16 mars, le SMS Adler, le SMS Eber et le USS Nipsic sont projetés au loin. Le SMS Eber heurte le SMS Olga et ensuite le USS Nipsic, avant de s'écraser sur la barrière de corail. Seulement quatre hommes d'équipage du Eber survivent à cette catastrophe. Le Nipsic heurte aussi le SMS Olga, tandis que le SMS Adler se retrouve projeté à terre et se couche sur la plage, ne sauvant de la mort que vingt membres de l'équipage. Le USS Vandalia est endommagé, le bateau de transport de marchandise allemand, Peter Godeffroy et le bateau danois Azur sont sérieusement avariés et doivent être détruits. Quant au HMS Calliope, il parvient à mettre la vapeur de front contre les vagues, afin de sortir de la baie et d'éviter la destruction. Le SMS Olga  parvient, lorsque la tempête s'apaise, à gagner Matautu et à sauver l'équipage et le navire. Le USS Trenton est détruit. Le 17 mars, le bilan est de sept navires anéantis et de deux cents morts chez les marins.
Après réparations, le SMS Olga est à Sydney pour des travaux complets, puis retourne en Allemagne. La corvette subit encore en chemin des dommages pour être entré en collision avec un navire de marchandises sur le canal de Suez. Elle est transformée en navire-école à son retour.
La corvette entreprend un voyage à l'île aux Ours pendant l'été 1898. Elle est vendue en 1906 et démolie en 1908.

## Commandants de bord

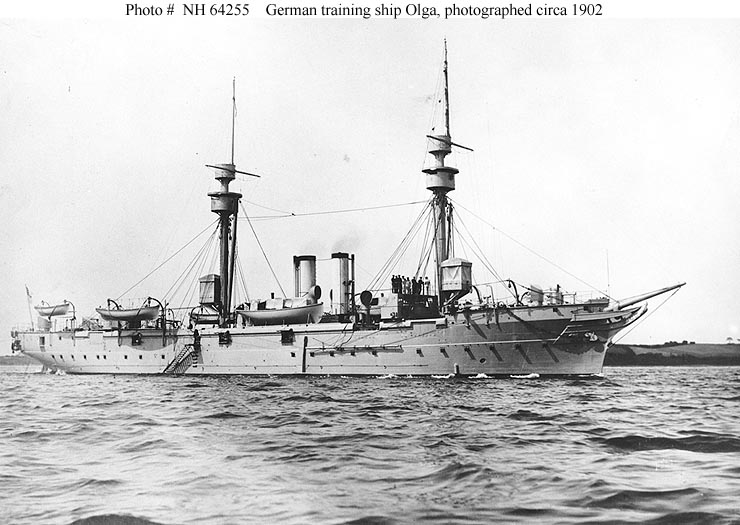
La SMS Olga en 1902

- Octobre 1881 - janvier 1882: capitaine-lieutenant von Raven
- Octobre 1882 - mars 1884: korvettenkapitän von Seckendorff
- Octobre 1884 - avril 1887: korvettenkapitän Felix von Bendemann
- Avril - juin 1887: korvettenkapitän Heinrich von Reichenbach
- Juin - août 1887: capitaine-lieutenant Fischer
- Août 1887 - août 1888: korvettenkapitän, puis Kapitän zur See Franz Strauch (de)
- Août - septembre 1888: korvettenkapitän, puis Kapitän sur See Eduard Hartog
- Septembre 1888 - septembre 1889: korvettenkapitän Armandt von Erhardt
- Juillet - septembre 1893: korvettenkapitän von Frantzius
- Mars - novembre 1898: capitaine-lieutenant, puis capitaine de corvette August von Dassel
- Janvier 1901 - mars 1902: korvettenkapitän August von Dassel
- Avril 1902 - avril 1903: korvettenkapitän Hugo von Cotzhausen (de)
- Avril 1903 - septembre 1904: korvettenkapitän Friedrich Marwede
- Octobre 1904 - mars 1905: korvettenkapitän Karl Behm (de)

## Données techniques
- Déplacement : 2 147 tonnes, maximum : 2 424 tonnes
- Longueur : 70,6 m ; en tout 76,35 m
- Largeur : 14 m
- Tirant d'eau : 5,80 m
- Machinerie : 8 chaudières à charbon (cylindres)
- Équipage : environ 296 hommes

## Source
- (de) Cet article est partiellement ou en totalité issu de l’article de Wikipédia en allemand intitulé « SMS Olga » (voir la liste des auteurs).